# Певческий переулок (Москва)
Пе́вческий переулок (в конце XVII века — середине XVIII века — Переулок на Стрелке, Безымянный, Проезжий переулок к Белому городу, с конца XVIII века до 1929 года — Свиньинский, в 1929 — 1993 гг. — Астаховский, с 1993 года — Певческий переулок) — переулок в Центральном административном округе города Москвы. Проходит от улицы Солянки до Подколокольного переулка, сходясь с Петропавловским переулком. Нумерация домов ведётся от Солянки. По трассе Певческого переулка проходит подземный коллектор впадающей в Яузу речки Рачки, сооружённый по проекту Д. В. Ухтомского.

## Происхождение названия
Название дано в 1993 году в память находившегося неподалёку исчезнувшего Певческого (Крутицкого) переулка, где проживали у Яузских ворот, певчие Крутицкого архиерея. В своём произведении «Москва и москвичи» В.А. Гиляровский ошибочно пишет, что Свиньинский переулок назывался Певческим. Нет ни одного исторического документа, подтверждающего его слова. Напротив, существуют планы, на которых переулок имел другие названия. Например, на плане 1802 года переулок назван Проезжим переулком к Белому городу.

## История
Исчезнувший Певческий переулок находился между владением княгини Н. С. Щербатовой (будущим владением Н. З. Хитрово) и владением Певческого подворья Крутицкого митрополита.
Современный Певческий переулок назывался в разное время переулком на Стрелке, Безымянным, Проезжим переулком к Белому городу.
Позже, в конце XVIII века, его стали называть Свиньинским. Хотя встречается название Безъимянный.
С 1753 года здесь поселились Свиньины, которые приобрели это владение у наследников С. А. Колычёва и построили большой приметный дом. Это был «каменный трёхэтажный дом с двумя флигелями, каменным хозяйственным корпусом и прочими строениями, расположенными в первом квартале Мясницкой части.». Глава дома — Свиньин Пётр Сергеевич (1734—1813), генерал-поручик, действительный тайный советник, сенатор (1796) — был уважаемым человеком и хлебосольным хозяином. Переулок, прилегающий к их усадьбе, был и назван Свиньинским и таковым сохранялся в топонимике столицы более века.
В 1824 году в соединении Безымянного (Свиньинского), Петропавловского, Подколокольного и Трёхсвятительского переулков генерал-майор Н. З. Хитрово создал на свои средства новую торговую площадь, названную впоследствии по его имени — Хитровской.
В 1929 году Свиньинский переулок переименовали в Астаховский в память И. Т. Астахова (1898—1917) — рабочего завода Гужона, убитого полицией во время рабочей демонстрации на Яузском мосту.
До 1963 года по переулку были проложены трамвайные пути.
В 1993 году переулок получил название Певческий.

Фасад дома Действительного Тайного Советника и Кавалера Петра Сергеевича Свиньина состоящего близ Яузских ворот Мясницкой части. Альбом М. Ф. Казакова. XVIII век.
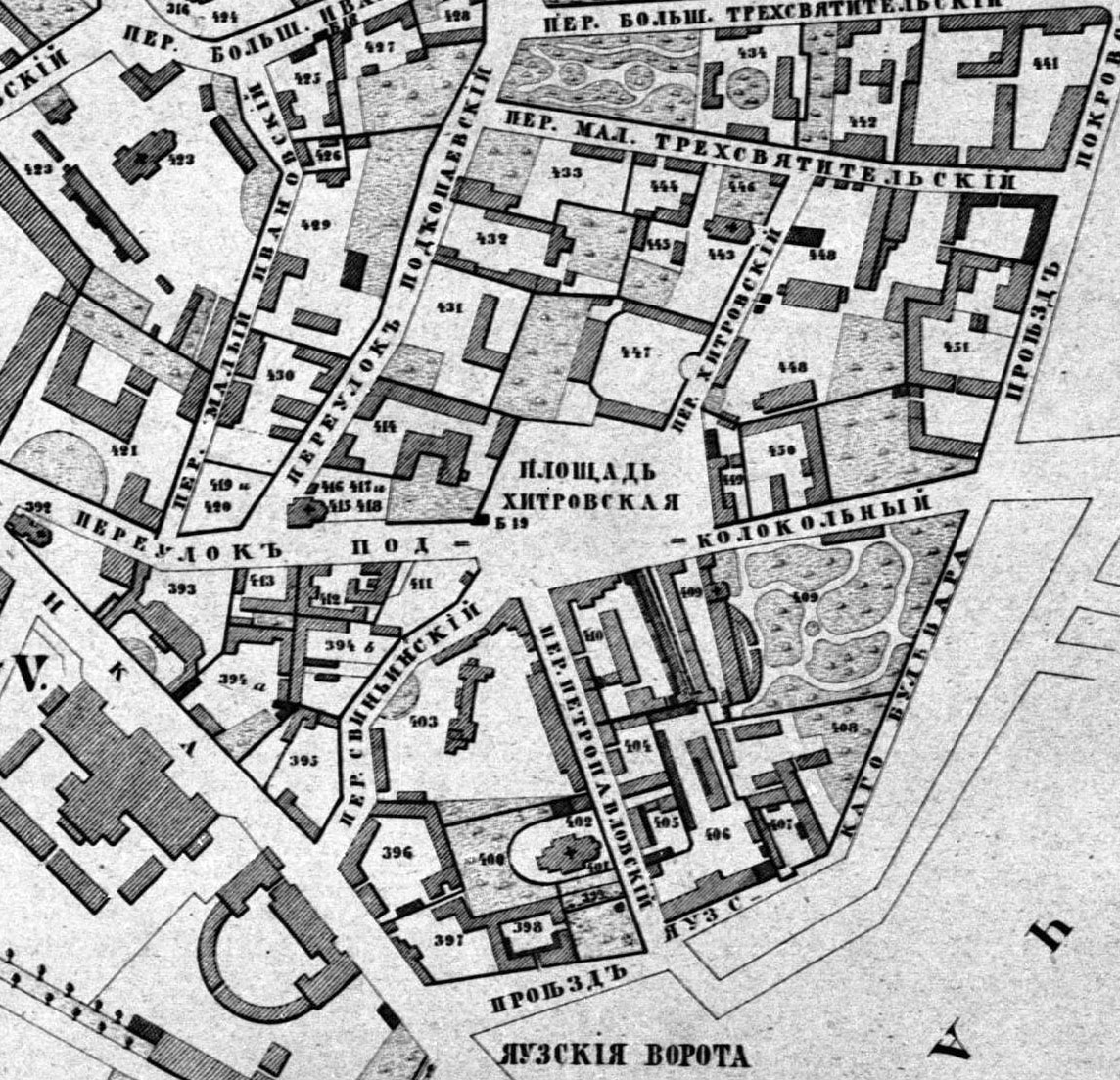
Свиньинский переулок и Хитровская площадь на плане Алексея Хотева. 1853.

## Примечательные здания и сооружения

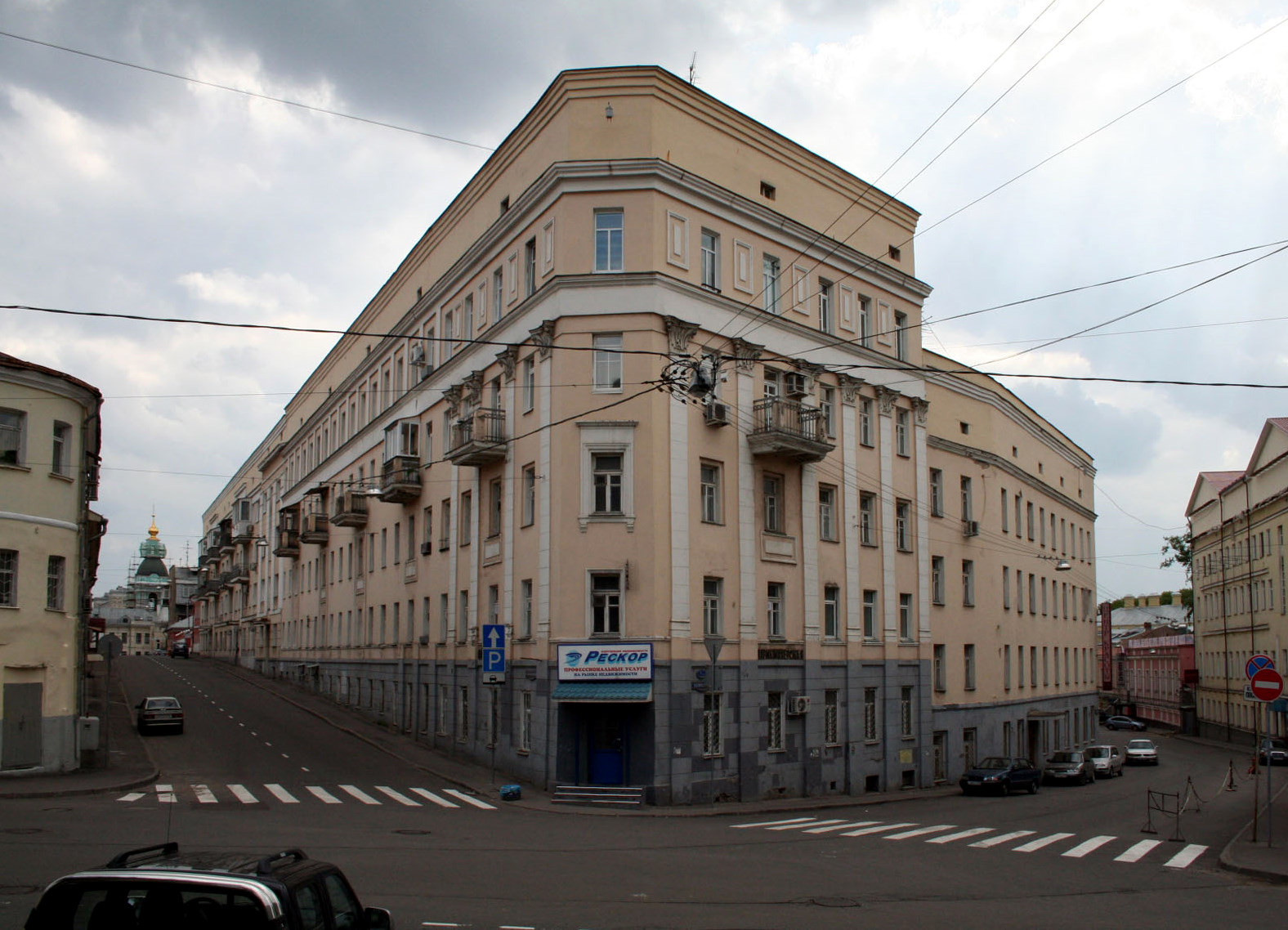
Дом «Утюг», описанный в книге «Москва и москвичи», во времена Гиляровского был трёхэтажным. Нынешний вид, представляющий теперь интерес, дом приобрёл в 1925 году. Он был перестроен жилищным товариществом по проекту известного архитектора И. П. Машкова.
Угол Петропавловского и Певческого переулков

Посольство Австралии в Певческом переулке, 2008 г.

Переулок входит в состав выявленного объекта культурного наследия «Достопримечательное место „Хитровка“»
По нечётной стороне:
- № 1/2 стр. 1 — часть бывшего ночлежного дома Кулакова на Хитровом рынке («дом Утюг»). Реконструкция дома была проведена в 1985-1987 годы. 
10 сентября 2017 года на фасаде дома была установлена мемориальная табличка «Последний адрес» партработника Герасима Афанасьевича Вареласа, расстрелянного НКВД 3 октября 1938 года[2]. По сведениям правозащитного общества «Мемориал», в годы террора были расстреляны 5 жильцов этого дома[3].  Число погибших в лагерях ГУЛАГа не установлено.
- № 1/2 стр. 2 — бывший ночлежный дом Кулакова на Хитровом рынке («дом Утюг»). Перестроен в 1926 году архитектором И. П. Машковым. Реконструкция дома была проведена в 1985-1987 годы. Здесь жил пианист Давид Ашкенази[4].
- № 3, стр. 1, 2 — Жилой дом (1925—1926, архитектор И. П. Машков)[5]. Реконструкция дома была проведена в 1985-1987 годы.

По чётной стороне:
- № 4 — доходный дом (1878, архитектор В. Н. Карнеев).
- № 6/11 — городская усадьба 1830—1840-х гг.

2 марта 2008 после выборов в ресторане «Экспедиция» в Певческом переулке на Хитровке президент Владимир Путин и избранный президент Дмитрий Медведев отобедали вместе, сюда же приехали председатель Совета Федерации Сергей Миронов, председатель Госдумы Борис Грызлов, премьер Виктор Зубков.
- № 2/10 — доходный дом Александрийского подворья, в котором ныне расположено посольство Австралии.

## Транспорт
По переулку не проходят маршруты общественного транспорта. Ближайшая станция метро  Китай-город.